# Epiphragma (Epiphragma) felix
Epiphragma (Epiphragma) felix is een tweevleugelige uit de familie steltmuggen (Limoniidae). De soort komt voor in het Neotropisch gebied.